# Dave Townsend
Dave Townsend (...) è un cantautore e cantante britannico.
È stato vocalist per The Alan Parsons Project, cantando brani come "Don't Let it Show" tratto da I Robot (1977), e "You Won't Be There" da Eve (1979).
Ha scritto brani per: 
- Cliff Richard – Miss You Nights[3]
- Jimmy Ruffin – That's When My Loving Begins[3]
- Elaine Paige – Far Side of the Bay[3]

Nel 2003, Townsend ha conseguito il Ph.D. in storia presso la Essex University.